# Mourid Barghouti
Mourid Barghouti o Mureed Barghouti o Murid Barguti o Murid Barghuti (árabe:مريد البرغوثي) (Deir Ghassana, Cisjordania; 8 de julio de 1944-Amán, 14 de febrero de 2021) fue un poeta y escritor palestino.

## Biografía
Barghouti creció en Ramallah, junto con sus tres hermanos. A mediados de la década de 1960, Barghouti fue a estudiar a la Cairo University en El Cairo, Egipto. Estaba completando su último año en la escuela cuando en 1967 comenzó la Guerra de los Seis Días. Al finalizar la guerra, Israel había capturado Gaza y Cisjordania, y Barghouti se vio impedido de regresar a su tierra natal. Luego de la guerra Barghouti inicialmente trabajó como maestro en el Industrial College en Kuwait. Simultáneamente comenzó a desarrollar sus intereses por la literatura y la poesía, y pronto publicó algunos escritos en el periódico al-Adab, Mawaqif, en Beirut y al-Katib, "attaleea" y "Al Ahram" en El Cairo. En 1968, entabló amistad con el ilustrador palestino Naji al-Ali,que por esa época también trabajaba en Kuwait. 
En 1970, Barghouti se casó con la novelista y académica egipcia Radwa Ashour. Tuvieron un hijo, Tamim Al Barghouti, nacido en 1977 en Egipto, que es poeta.
Al cabo de un año de estar casados Barghuti y su esposa se fueron a Egipto. 

## Escritor
En 1972, Barghouti publicó su primer libro de poesía en 1972 (Dar al-Awdeh in Beirut, Líbano). Desde entonces ha publicado 12 libros de poesía, el más reciente es Muntasaf al-Lail (Medianoche, Beirut, 2005, Riad El Rayes Publishers. Publicado en español en el año 2006 en Cuadernos del Hocinoco n.º 22 de la Fundación Antonio Pérez de la Diputación de Cuenca en traducción de Luis Miguel Cañada). Sus Obras fueron publicadas en Beirut en 1997. A Small Sun, la primera traducción al inglés de un libro de poesía, fue publicada en el 2003 por The Aldeburgh Poetry Trust. En el 2000 recibió el "Premio Palestino de Poesía". Sus poemas han sido publicados en revistas árabes e internacionales. Traducciones en inglés de sus poesías han sido publicadas en Al Ahram Weekly, Banipal, Times Literary Supplement, Modern Poetry in Translation, y uno de sus poemas más famosos ocupó la carátula de la revista Pen International.

## Deportación
En el otoño de 1977, Barghouti fue deportado desde Egipto con motivo de los aprestamientos de la visita de Anwar Sadat a Israel y le fue permitido regresar al cabo de 17 años. Durante estos 17 años Barghouti, vivió la mayoría del tiempo alejado de su esposa e hijo; Radwa vivió en El Cairo trabajando como profesora de inglés en la Ain Shams University, mientras que por su parte él vivió en Budapest como representante de la OLP en la Federación Mundial de la Juventud Democrática y agregado cultural.
Los acuerdos de Oslo finalmente le permitieron a Barghouti regresar a Cisjordania, y en 1996 regresó a Ramallah luego de 30 años de exilio. Este evento inspiró su novela autobiográfica Ra'aytu Ram Allah (Yo vi Ramallah), publicada por Dar Al Hilal (Cairo, 1997) y editada en español en 2002 por Ediciones de Oriente y el Mediterráneo bajo el título de "He visto Ramala", traducida por Iñaqui Gutiérrez de Terán,  que le permitió ganar la prestigiosa Medalla Naguib Mahfouz de Literatura ese mismo año. Otras importantes personalidades culturales palestinas tales como Ghassan Kanafani y Naji al-Ali también aparecen en el libro, el cual ha sido traducido a varios idiomas. 